# جليلة تمرهان
جليلة تمرهان المتوفاة عام 1863م، طبيبة من القرن التاسع العاشر من إيالة مصر. 
كانت واحدة من أوائل السيدات اللاتي نـُشرت مقالتهن في الصحافة العربية وذلك عندما نشرت مقالاتها في المجلة الطبية «يعسوب الطب» أو الرائد في الطب. وبعد إتمام دراستها عام 1847 بمدرسة أبو زعبل للتمريض، تم تعيينها من قبل المدرسة كمعلمة مساعدة ثم تمت ترقيتها في عام 1857 لتصبح معلم كبير وهو المنصب الذي زاولته حتى وفاتها.